# André Gustavo Stumpf
André Gustavo Stumpf Alves de Souza (Petrópolis, 10 de maio de 1946) é um jornalista brasileiro.

## Biografia
Descendente de alemães formado na Universidade de Brasília, desde 1967 trabalhava como repórter. Em Washington concluiu o curso de pós-graduação em política Latino-Americana, na Universidade Johns Hopkins. Em Roma onde foi correspondente de vários jornais.
Também lecionou na Universidade de Brasília e assumiu diversos cargos no jornalismo brasileiro, como de diretor de Redação do Diário de Pernambuco, coordenador de política do Jornal do Brasil, diretor de opinião do Correio Braziliense, foi ainda chefe de redação das revistas Veja e Istoé, em Brasília foi também superindente da TV Brasília na gestão do Grupo Paulo Octávio na emissora ainda foi comentarista de política na época que a TV Brasília era afiliada da Rede 21 foi apresentador do programa Falando Sério.
Em 1979 junto com o jornalista Merval Pereira ganhou o Prêmio Esso de Jornalismo com livro A Sucessão de Geisel.
Atualmente escreve no jornal Correio Braziliense.